# Sinaia (buque)
El Sinaia fue un buque a vapor francés construido en Glasgow (Reino Unido) en 1924 y dedicado al transporte de personas que cubrió la ruta Marsella-Nueva York. Realizó otras tareas como el transporte de peregrinos musulmanes a La Meca o el transporte de soldados. Su botadura fue realizada por la reina María de Rumania, que le dio nombre al barco en homenaje a Sinaia, población rumana en la que se encontraba el castillo de Peleș, residencia real.

## Transporte de exiliados españoles a México

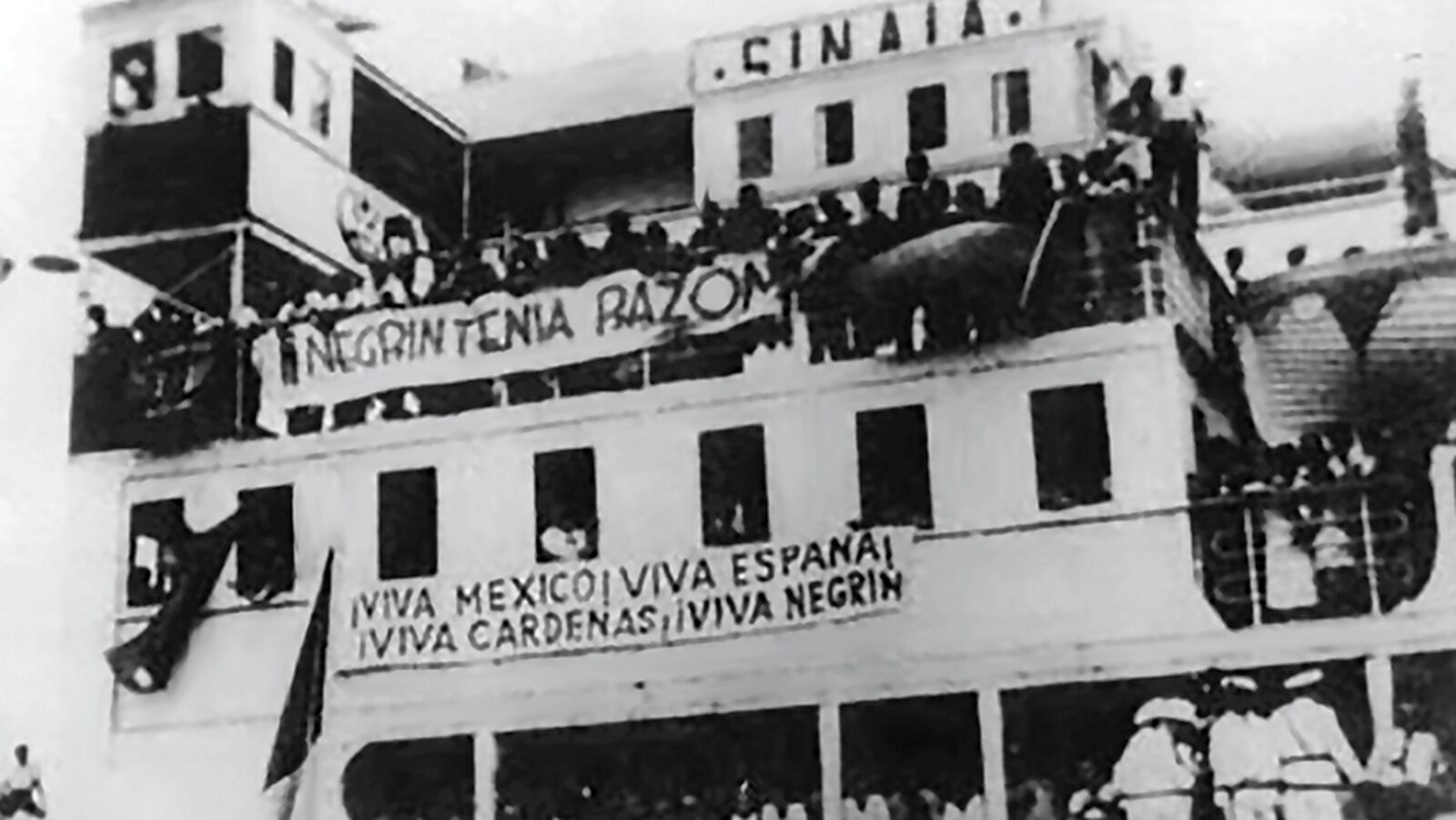
El Sinaia con exiliados españoles en la cubierta a su llegada a México. Destaca la pancarta con el lema «Negrín tenía razón», y otra con vivas a México y a Lázaro Cárdenas.

El Sinaia fue más conocido por haber sido el primer buque en el que llegó un numeroso grupo de exiliados españoles a México tras el triunfo de los sublevados en la Guerra civil española. No obstante, durante el conflicto, México ya había acogido a 456 niños procedentes, en su mayoría, de Cataluña y la Comunidad Valenciana que huían de la guerra y, poco antes del Sinaia, otros buques como el Nyassa, Siboney, México, Isere, Orizaba y Flandre habían llevado pequeños grupos de refugiados.
El buque partió de Sète, en Francia hacía México, el 25 de mayo de 1939 y llegó al puerto de Veracruz en México diecinueve días después, el 13 de junio. En total embarcaron 307 familias, 1599 personas, la mayoría (953) varones mayores de 15 años, que se habían refugiado en Francia tras el final de la Guerra Civil en España el 1 de abril y que habían aceptado la oferta del presidente de México, que en aquel entonces era Lázaro Cárdenas, de ser acogidos. Todos los pasajeros fueron liberados de los campos de concentración en Francia.
El viaje fue organizado por el Servicio de Evacuación de Refugiados Españoles (SERE) y la organización mexicana, Comité Técnico de Ayuda a los Refugiados Españoles. El proyecto de acoger en masa a los refugiados de la guerra se estuvo preparando con antelación por el embajador español en México, Félix Gordón de Ordás y el gobierno del país anfitrión. Entre los pasajeros se encontraban gentes de toda condición y oficio, destacando intelectuales, escritores, científicos y políticos. Las condiciones del viaje fueron muy duras debido al hacinamiento, si bien la propia organización de los viajeros atenuó los efectos con la organización de fiestas, conciertos, exposiciones, artísticas, cursos literarios , etc. Durante el trayecto fallecieron algunos exiliados y hubo, al menos, un nacimiento (la niña nacida se llamó "Susana Sinaia Caparrós" en honor al barco). Se confeccionó un diario (Sinaia. Diario de la Primera Expedición de Republicanos Españoles a México), dirigido por Isidoro Enríquez Calleja, del que se publicaron 18 números gracias a un mimeógrafo, lo que permitió informar a los pasajeros de las circunstancias del viaje, se dieron conferencias para orientación de las familias y conocimiento del país que los iba a acoger. Se realizaron dos escalas, aunque los pasajeros no pudieron bajar a tierra: primero en Madeira y después en Puerto Rico, donde se hizo llegar dinero y alimentos a los pasajeros. A su llegada a Veracruz el buque fue recibido por una multitud agolpada en el muelle, muchos de ellos españoles y con la presencia del secretario de Gobernación mexicano, Ignacio García Téllez, que en sus palabras de bienvenida señaló:

No os recibimos como náufragos de la persecución dictatorial a quienes misericordiosamente se arroja una tabla de salvación, sino como a defensores aguerridos de la democracia republicana y de la soberanía territorial, que lucharon contra la maquinaria opresora al servicio de la conspiración totalitaria universal. El Gobierno y pueblo de México os reciben como a exponentes de la causa imperecedera de las libertades del hombre. Vuestras madres, esposas e hijos, encontrarán en nuestro suelo un regazo cariñoso y hospitalario.

A este buque siguieron otros como el vapor Ipanema en julio con 998 exiliados, y el Mexique con 2200. Se calcula que, hasta 1942, entre 22 000 y 30 000 españoles llegaron al país.

## Segunda Guerra Mundial
En noviembre de 1942 fue requisado por la Alemania nazi y convertido en barco hospital. En 1944 fue echado a pique por los alemanes ante Marsella para servir como bloqueo. Finalmente, finalizada la contienda, en 1946, fue reflotado y desguazado.

## En la cultura popular
- En la serie Transatlántico, el equipo de Varian Fry y Mary Jayne Gold y el grupo de personas a quienes ellos ayudan, perseguidos por el régimen nazi en Francia, son arrestados por la policía francesa y encerrados en el buque SS Sinaia, en los muelles de Marsella, cuando el mariscal Pétain visita la ciudad en compañía de los nazis, con tal de "limpiar" la ciudad para dar un desfile de bienvenida, por cuestiones "de seguridad nacional".[cita requerida]